# Christina Seufert
Christina Seufert (Sacramento (California), Estados Unidos, 13 de enero de 1957) es una clavadista o saltadora de trampolín estadounidense especializada en trampolín de 3 metros, donde consiguió ser subcampeona mundial en 1982.

## Carrera deportiva
En el Campeonato Mundial de Natación de 1982 celebrado en Guayaquil (Ecuador), ganó la medalla de plata en el trampolín de 3 metros, con una puntuación de 490 puntos, tras su compatriota Megan Neyer (oro con 501 puntos) y por delante de la china Peng Yuanchun  (bronce con 482 puntos).